# Rodzimy Kościół Polski

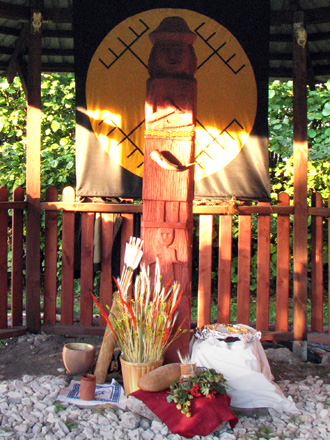
Chram Mazowiecki, Święto plonów (2007)

Rodzimy Kościół Polski – rodzimowierczy związek wyznaniowy, nawiązujący do etnicznych, przedchrześcijańskich wierzeń Słowian. Siedzibą wyznania jest Warszawa. Na terenie kraju działają świątynie skupiające wyznawców z danego regionu.

## Nazwa związku
Nazwa Rodzimego Kościoła Polskiego wzorowana jest na nazwie Kościoła zrzeszającego potomków dawnych (rdzennych) mieszkańców Ameryki, Indian: Native American Church. Rodzimy Kościół Polski, wzorem Rodzimego Kościoła Amerykańskiego, nawiązuje także do dawnych (przedchrześcijańskich) wierzeń etnicznych, jednocześnie przy tym respektując przybyłe później wyznania. Sam termin Kościół w nazwie został użyty wyłącznie w znaczeniu religijnej organizacji wyznawców i ich duchowieństwa.

## Podstawy założeń wyznaniowych
Wiara Rodzimego Kościoła Polskiego z jednej strony opiera się na henoteizmie, a z drugiej na syntezie panteizmu (czy nawet panenteizmu) i politeizmu – czyli na przekonaniu, że o losie świata decyduje siła kosmiczna zwana Bogiem Najwyższym (przez wielu rodzimowierców z RKP utożsamianym z całym otaczającym nas światem, Metawszechświatem), którego poszczególnymi przejawami (kolejnymi wcieleniami) są inni, pomniejsi bogowie.
Choć oficjalnie w RKP boga najwyższego określa się mianem Świętowit, o tyle w powszechnym użyciu równie popularne są pozostałe imiona ze szczytu rodzimowierczego panteonu słowiańskich bogów (jak np. Perun czy Swaróg); członkowie RKP przyjmują bowiem, iż Bóg Najwyższy niezależnie od imienia pod jakim będzie czczony zawsze pozostanie Bogiem Najwyższym, a jego rzeczywiste, prawdziwe imię (o ile takowe w ogóle posiada) zawsze pozostanie poza ograniczoną ludzką percepcją. Członkowie tego związku wierzą, iż w takiej postaci (jako wieczny, nieskończony i nieograniczony  absolut – w sobie zawierający wszelkie racje swego bytu) Bóg Najwyższy nie może być opisywany powszechnie używanymi pojęciami dobra i zła czy też innymi ludzkimi subiektywnymi kryteriami. Jednocześnie przyjmują jednak, że tym kryteriom (choć w różnej skali) podlegają pozostali, pomniejsi bogowie i boginie, znajdujący się bliżej poszczególnych sfer ludzkiej egzystencji. Pozostali bogowie i boginie (będący uproszczonymi przejawami Boga Najwyższego) sprawują pieczę nad konkretnymi aspektami związanymi z naturą (z którymi często są wręcz utożsamiani).

## Symbole religijne związku
Rodzimy Kościół Polski posługuje się trzema symbolami religijnymi. Są nimi Ręce Boga, Światowid ze Zbrucza oraz Świętowit woliński.
| Symbol | Nazwa                | Opis |
| ------ | -------------------- | --- |
|        | Ręce Boga            | (motyw graficzny obecny na naczyniu odnalezionym w Białej koło Łodzi) – jako ideogram oznaczający pojęcie Boga Najwyższego, a równocześnie także wszechświat i równowagę do której dąży Natura, |
|        | Światowid ze Zbrucza | Ikonograficzne wyobrażenie m.in. wszechświata, a także jako przedstawienie głównego panteonu bóstw słowiańskich                                                                                 |
|        | Świętowit woliński   | |

## Główne święta
Cykliczne

Słowiański kalendarz agrarny na podstawie motywu z czary z Lepiesówki, z oznaczonymi czterema głównymi świętami cyklu rocznego.

- Jare Święto – wiosenne zrównanie dnia z nocą – niecenie świętego ognia, topienie Marzanny, zdobienie jajek;
- Święto Ognia i Wody – przesilenie letnie – palenie ogni, chodzenie po żarze, rytualne kąpiele;
- Święto Plonów – jesienne zrównanie dnia z nocą – błogosławienie plonów, rytualna uczta;
- Godowe Święto – przesilenie zimowe – stawianie w domu drzewa życia, rytualna uczta tryzna.

Dodatkowe
- Dziady

Okazjonalne (rodzinne)
- Postrzyżyny
- Swaćba

Obchody głównych świąt cyklicznych  są zazwyczaj publiczne i ogólnie dostępne – uczestniczyć w nich mogą również osoby spoza związku, którym bliskie są rodzima wiara i kultura. Świętom towarzyszy stosowna liturgia, której przewodzi ofiarnik lub wyznaczony żerca.

## Etyka

Barchów, Noc Kupały (2023)

Rodzimy Kościół Polski uznaje człowieka za część przyrody (jeden z tworów mocy kosmosu), a jednocześnie za część społeczeństwa. Tym samym wymaga od niego respektowania Praw Przyrody i Praw Ładu Społecznego (przestrzegania niejako uniwersalnych zasad współżycia społecznego, wspólnych na przestrzeni wieków dla większości znanych kultur). Zabrania zabójstw, gwałtów, rabunku i kradzieży. Nakazuje poszanowanie dla związków międzyludzkich, które organizują społeczeństwo – od rodziny po państwo. Nakazuje bronić przyrody uznając ją za twór święty. Jednocześnie przy tym – m.in. uznając, że natura nie potrzebuje żadnych tzw. świętych ksiąg (czy spisanych w formie dekalogu reguł) by jej prawa były respektowane, a także nie chcąc mnożyć zbędnych bytów ponad miarę oraz uznając, że nic nie zastąpi człowiekowi samodzielnego myślenia i zdolności empatii – stara się unikać formułowania tych oczywistych dla większości zasad w formie niejako gotowych przepisów na właściwe życie (ograniczając się zazwyczaj do podstawowych stwierdzeń z rodzaju żyj godnie i bądź prawym człowiekiem, czy też czyń co chcesz, bylebyś przy tym nie krzywdził innych).

## Struktura związku
Rodzimy Kościół Polski jest kościołem otwartym, nie uzurpującym sobie prawa wyłączności – zarówno w sprawach osobistej wiary jak i przynależności kościelno-organizacyjnej. Członkowie RKP uważają bowiem, że ich słowiańscy przodkowie byli wyznawcami tego samego Boga, któremu na swój sposób cześć jako najwyższemu oddawana jest także w systemach wyznaniowych innych kultur, oraz którego różnie nazywano w językach różnych narodów. Do Rodzimego Kościoła Polskiego może więc należeć również osoba, która jednocześnie należy także do innego związku religijnego (niekoniecznie rodzimowierczego). Tym samym przystąpienie do Rodzimego Kościoła Polskiego nie wymaga np. formalnego aktu zerwania z wcześniejszym – dotychczas wyznawanym przez kandydata – systemem wyznaniowym. Jednocześnie formalnym warunkiem przystąpienia do Rodzimego Kościoła Polskiego jest złożenie stosownej deklaracji przystąpienia, będącej równocześnie swego rodzaju wyznaniem wiary.

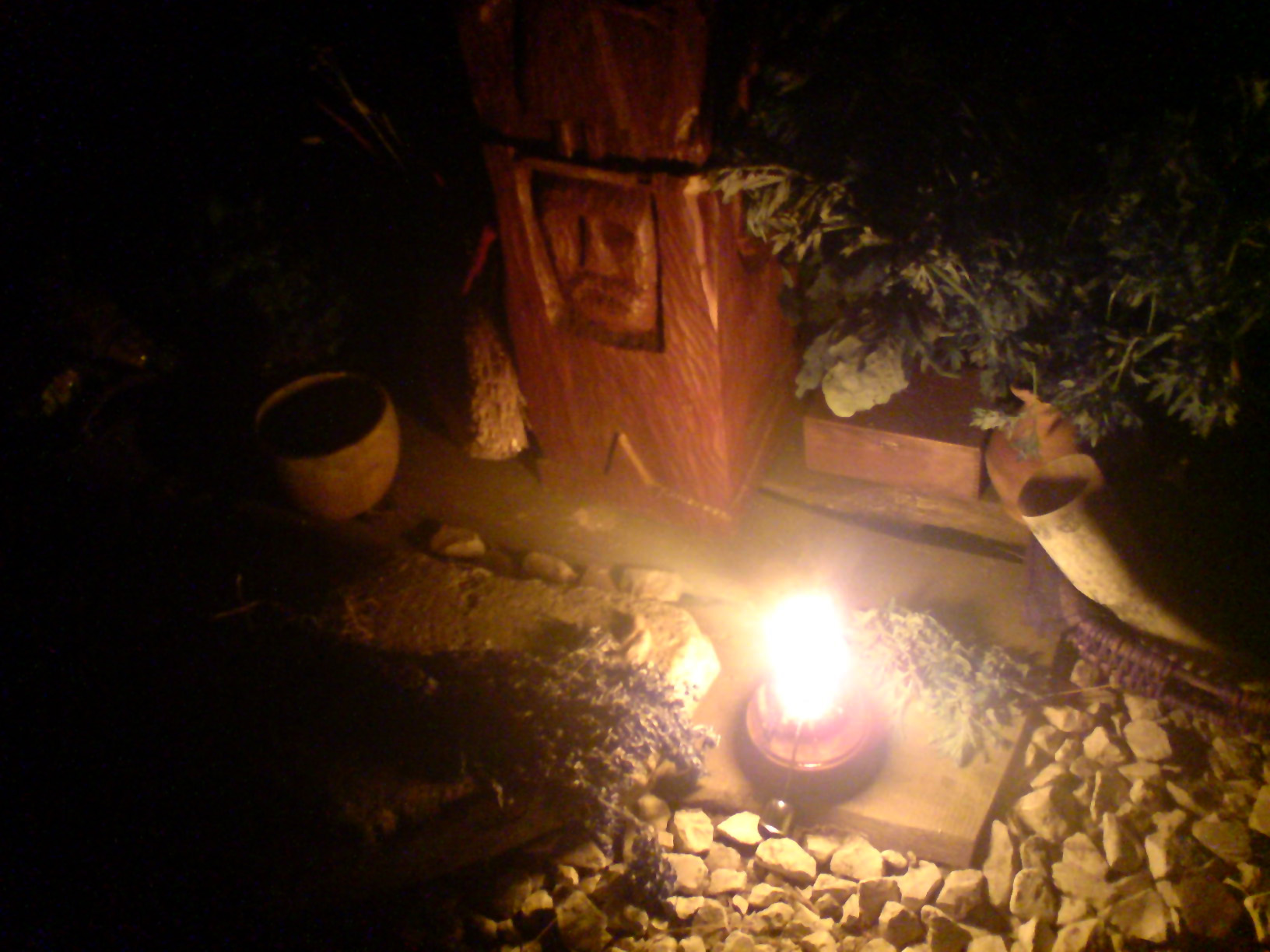
Chram Mazowiecki, Noc Kupały (2009)

Jako że wierzenia słowiańskie z definicji wręcz (m.in. przez wyraźnie zaznaczoną etniczność) określają swój zasięg, Rodzimy Kościół Polski nie uznaje za konieczne weryfikowania pochodzenia swoich potencjalnych kandydatów. Przyjmuje on, iż Polakiem jest ten, kto za Polaka się uważa (i mając na myśli tak pojmowaną polskość zastosowana została nazwa Rodzimego Kościoła Polskiego). W założeniach programowych deklaruje wręcz, iż jego członkiem zostać może każdy bez względu na to, jakiej narodowości przodków ma w swoim drzewie genealogicznym, jako że naród to przede wszystkim wspólne język i kultura. Jednocześnie – pomimo że jednym z wymogów przyjęcia deklaracji przystąpienia do związku jest podanie w niej numeru dowodu osobistego kandydata – jednoznacznie bynajmniej nie wyklucza to możliwości  przyjęcia do RKP osoby innej (szczególnie pochodzenia słowiańskiego) narodowości.
Kościół ten jest związkiem religijnym opartym na demokracji. Deklaruje daleko posuniętą tolerancję i sprzeciw wobec rasizmu, nazizmu i szerzenia nietolerancji wobec ludzi o innej religii, odmiennym pochodzeniu czy narodowości. Stanowiska w nim są kadencyjne i obejmowane w drodze wyborów. Członkowie są zwolnieni od składek członkowskich. W 2021 r. do związku należało 2723 członków, posiadających członkostwo pełne i uznaniowe, w tym 19 starszych zebranych w 22 miejscach kultu.
Od 22 października 2022 r. w skład Rady RKP wchodzą:
- Ofiarnik Generalny (członek stały Rady RKP) – Kazimierz Aleksander Mazur;
- Sekretarz Generalny (członek stały Rady RKP) – Jarosław Kędzierski;
- Skarbnik (członek stały Rady RKP) – Jan Gosiewski;
- Członek Rady Rodzimego Kościoła Polskiego (I członek wspierający) – Magdalena Błażejewska;
- Członek Rady Rodzimego Kościoła Polskiego (II członek wspierający) – Monika Sidorska.

## Główne projekty związku
W 2015 roku Rodzimy Kościół Polski rozpoczął projekt "Rodzimowiercy na swoim". Projekt ten w pierwszej kolejności zakładał prawne nabycie ziemi na własność, co ostatecznie nastąpiło w maju 2022 r. To z kolei pozwoliło rozpocząć II etap projektu czyli podjęcie starań o organizację świętego gaju oraz wybudowanie rodzimowierczej świątyni.